# Liên đoàn bóng đá Kazakhstan
Liên đoàn bóng đá Kazakhstan (tiếng Kazakh: Қазақстанның Футбол Федерациясы; tiếng Nga: Казахстанская федерация футбола) là tổ chức quản lý, điều hành các hoạt động bóng đá ở Kazakhstan. Liên đoàn quản lý đội tuyển bóng đá quốc gia nam và nữ, tổ chức các giải bóng đá như vô địch quốc gia và cúp quốc gia. Liên đoàn bóng đá Kazakhstan gia nhập FIFA năm 1994 và UEFA năm 2002.